# Heroes I (Stargate SG-1)
Heroes I (Heroes, Parte 1) es el decimoséptimo episodio de la séptima temporada de la serie de televisión de ciencia ficción Stargate SG-1, y el episodio N.º 149 de toda la serie.

## Trama
El periodista Emmett Bregman visita el SGC con el fin de realizar un documental de las instalaciones y su funcionamiento. El General Hammond le deja en claro que nadie quiere participar en el documental y que tendrá acceso muy restringido a las instalaciones y a lo que pueda grabar en ellas.
Emmett intenta hablar con O'Neill, quien pasa soberanamente de él. Empieza con una entrevista a la mayor Samantha Carter. Sigue con Daniel a quien pregunta sobre su ascensión, quien sale corriendo ante un aviso unos resultados de pruebas que había dejado en marcha y los cámaras le siguen, esperando encontrarse con algo más interesante.
En el laboratorio le dejan ver las investigaciones acerca de un nuevo material para los chalecos antibalas a prueba de lanzaderas. A continuación Sam les enseña la sala de control. Poco después les obliga a abandonar la sala cuando un equipo va a salir.
Mientras tanto, el SG-13 va a explorar un planeta sin aparentes indicios de actividad Goa'uld, cuando se topan con unas ruinas.
En el SGC continúan las entrevistas a Daniel y Teal'c, quien no responde a ninguna de las preguntas.
Mientras el SG-13 está estudiando las ruinas, un robot aparece atacándolos. Rápidamente lo reducen y continúan explorando las ruinas.
En la Tierra continúan las entrevistas, tocándole esta vez al Senador Kinsey; quién se había preparado el discurso con antelación y no accede a contestar a otras preguntas. Kinsey se va al comedor y se encuentra con O'Neill, quien delante de los cámaras empieza a criticar a Kinsey y ponerlo en evidencia. Entonces se activa la puerta y O'Neill va a la sala de control. Bregman quiere seguirlo, pero le cortan el paso. El CSG les avisa a través de la MALP de lo ocurrido, y solicitan quedarse para estudiar las ruinas más a fondo. Sam solicita que le envíen los restos del aparato alienígena para estudiarlo. poco después Bregman va a hablar con Hammond para protestar por lo restrictivos que son con él, pero este no opina lo mismo.
En el SGC, continúan las entrevistas: Carter, Siler y Daniel (a quién le invita a usar su cámara de vídeo la próxima misión para tener algo de cara al documental)
Poco después Carter y Daniel, tras estudiar los restos del aparato alienígena creen que pudo llegar a enviar una señal a los Goa'uld antes de dejar de funcionar, por lo que avisan al SG-13, ordenándoles que retornen al SGC. Pero ya es tarde, y les atacan.
En el SGC, Janet Fraiser es entrevistada. Balinsky informa de lo sucedido y Hammond, a pesar de pensar que es una emboscada, envía a Fraiser y al SG-1 a apoyar al SG-13. Janet y Emmett están tomando algo en la cafetería cuando ella es llamada para ir al silo.

## Artistas invitados
- Teryl Rothery como la Dra. Fraiser.
- Saul Rubinek como Emmett Bregman.
- Adam Baldwin como el Coronel Dave Dixon
- Ronny Cox como el Senador Robert Kinsey.
- Dan Shea como el Sargento Siler.
- Mitchell Kosterman como el Coronel Tom Rundell
- David Lewis como el Dr. Balinsky.
- Gary Jones como Walter Harriman.[3]
- Bill Dow como el Dr. Lee.[3]
- Christopher Redman como el Soldado Shep Wickenhouse.[3]
- Tobias Slezak como el Sargento Técnico Dale James.[3]
- Ryan W. Smith como Guardia de Fuerzas Especiales.[3]